# Springfestival
Das Springfestival ist ein jährlich in Graz veranstaltetes Festival für elektronische Kunst und Musik, das im Jahr 2001 zum ersten Mal stattfand. Der Titel des Festivals änderte sich im ersten Jahrzehnt analog zur Jahreszahl, 2008 fand also das springeight statt. Seit 2010 wird diese Titelgebung im Sinne eines einheitlichen Auftrittes jedoch nicht mehr verwendet, das Festival heißt seitdem unverändert Springfestival. Nach dem Konkurs des Kulturvereins Zeiger sowie der Friendsof Spring GmbH übernahm im Jahr 2015 die ZARGentur Projekt GmbH Organisation und Abwicklung und startete das Festival unter „springfestival reloaded“ neu.
Das „Spring“ fand traditionellerweise rund um das Fronleichnam-Wochenende in diversen Grazer Clubs, Hallen und Lokalen statt und dauert von Mittwoch bis Sonntagvormittag. Im Jahr 2015 geht das Festival in der ersten Juniwoche über die Bühne.

## Konzept
Beim „Spring“ handelt es sich um ein urbanes Indoor-Festival, welches sich auf mehrere Clubs und Veranstaltungshallen in Graz verteilt und auch internationales Publikum ansprechen soll.  Die Idee der Veranstalter hinter dem Festival seit seiner Entstehung bis heute ist es, das Gefühl eines Festivals im Grünen in die Stadt zu tragen und gleichzeitig mit urbanen Einflüssen zu kombinieren.
Hervorzuheben ist die räumliche Nähe der Veranstaltungsorte. Viele der Locations liegen innerstädtisch sehr nahe beieinander  und können problemlos zu Fuß erreicht werden. Für die etwas weiter entfernte Helmut-List-Halle sowie die Stadthalle verkehren Shuttlebusse. Die Hauptveranstaltungen beginnen abends und dauern in manchen Clubs bis in den späten Vormittag des folgenden Tages an.
In den vergangenen zehn Jahren veränderten sich die Veranstaltungsorte sehr stark. Aufgrund der jährlich steigenden Besucherzahlen werden mittlerweile nur mehr größere Lokalitäten mit Hauptacts bespielt. Dennoch nehmen auch mehrere kleine Bars und Lokale am „Spring“ teil. Dort sind meistens DJ-Sets vorzufinden, bei denen der Eintritt frei ist.
Derzeitige Hauptspielstätten
- Helmut-List-Halle
- Dom im Berg
- p.p.c.
- Kunsthaus Graz
- Parkhouse

Ein wichtiger Aspekt ist die Vermischung von elektronischer Kunst und Musik. So finden neben dem abendlichen Hauptprogramm auch viele Workshops, Podiumsdiskussionen und andere kleine Veranstaltungen rund um das „Spring“ statt. In der Helmut-List-Halle kooperiert das Springfestival mit den Visual Artists von MAPLAB.
Eine weitere Besonderheit ist die ausgewogene Mischung an lokalen DJ’s, jungen Nachwuchskünstlern und bereits etablierten Artists. Zwar sind jedes Jahr auch nationale wie internationale Größen vertreten, man setzt jedoch verstärkt auf junge, zum Teil lokale Künstler und Acts.

## Hauptveranstaltungen

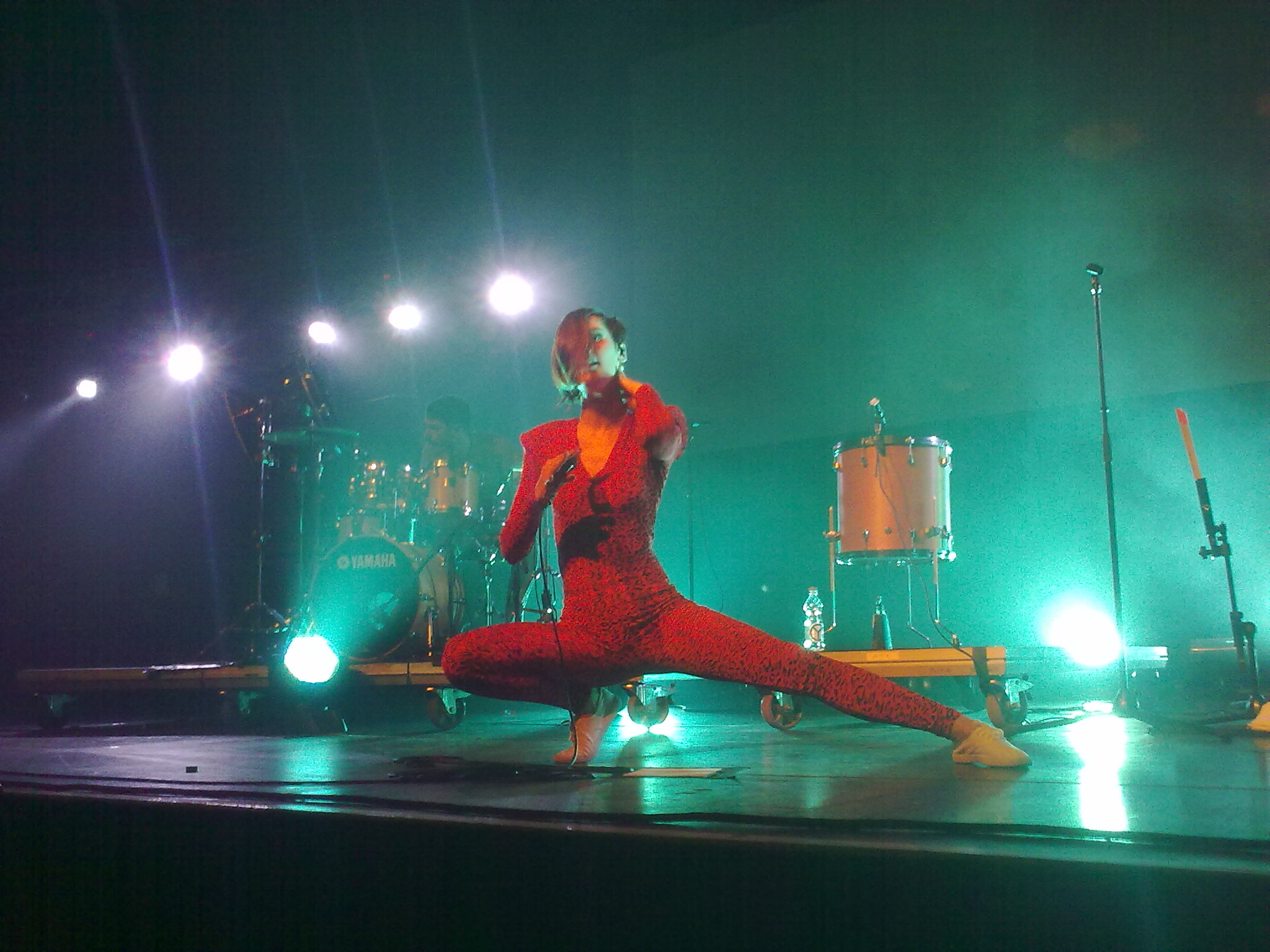
Yelle mit Band beim Springfestival 2011

Das „Spring“ versucht, eine breite Abbildung der elektronischen Musikszene zu geben. Dabei werden neben DJ’s und DJ-Sets auch elektronisch orientiere Bands in das Programm aufgenommen. 2011 war dies mit den Crystal Fighters, Yelle oder Atari Teenage Riot der Fall.
Des Öfteren werden auch Label-Nights angeboten. Dabei steht eine Location ganz im Zeichen eines Musiklabels, das den ganzen Abend mit seinen Artists gestaltet. 2011 war dies im p.p.c. mit der HospitalityNight der Fall. Veranstaltet wurde diese in Kooperation mit dem britischen Drum-and-Bass-Label Hospital Records, performende Künstler waren unter anderem London Elektricity, Camo & Krooked und John B.

### Eröffnungskonzerte
Seit dem Jahr 2005 gibt es ein Eröffnungskonzert, für welches auch separat Tickets angeboten werden. Ursprünglich fand das Eröffnungskonzert immer in den Kasematten am
Grazer Schloßberg statt, aufgrund von baulichen Umstrukturierungen wurde dort  jedoch die maximal zugelassene Personenkapazität stark reduziert, weshalb das Eröffnungskonzert in die Helmut-List-Halle  verlegt wurde.
- 2005: Tosca feat. Richard Dorfmeister
- 2006: Coldcut
- 2007: New Young Pony Club (abgesagt), Shitdisco
- 2008: The Streets, Róisín Murphy, Roni Size, Robyn
- 2009: Gossip, Fever Ray, Bodi Bill, Dorian Concept, Fiago
- 2010: Moderat, Turboweekend, The Asteroids Galaxy Tour, Phonix
- 2011: Egotronic, Frittenbude, Atari Teenage Riot

- 2015: Haftbefehl (Rapper)
- 2019: Soap & Skin

### Red Bull Music Academy
Seit 2005 ist die Red Bull Music Academy fixer Bestandteil des Springfestivals. Hierbei handelt es sich um einen Mix aus Workshops, Diskussionen und Interviews – in kurzer Selbstbeschreibung als ‚Sessions‘ beschrieben – ergänzt durch musikalische Schwerpunkte der Academy bei den Hauptveranstaltungen. 2011 nahmen an den Sessions Dan Snaith alias Caribou sowie der Grazer Klangforscher und Universitätsprofessor Dr. Werner Jauk teil.

## Nebenveranstaltungen

### Springsessions
Seit 2011 finden gegen Nachmittag die Springsessions statt. Damit soll eine Plattform für elektronische Künste geschaffen werden, um über Design, Digitale Kunst, oder experimentelle Technologien zu diskutieren. Die Gastsprecher sind dabei keine Unbekannten, sondern herausragende Köpfe der Kreativindustrie. Für die Springsessions können separat Tickets gekauft werden. Die Springsessions sollen in den nächsten Jahren erweitert werden, man will das Konzept noch stärker in das Festival eingliedern.

### Springkids
Mit Springkids starteten die Veranstalter ab 2011 den Versuch, auch ein Familien- und kinderfreundliches Programm anzubieten. So werden hier beispielsweise in Bastelworkshops kleine Instrumente gebaut und anschließend mit erfahrenen Musikern kindergerechte Jam-Sessions veranstaltet. Springkids wird kostenlos angeboten.

### Springteen
Hierbei handelt es sich um einen Nachwuchscontest für Jugendliche. Junge Nachwuchsmusiker und DJ’s können mit ihren Tunes an dem Contest teilnehmen, die Gewinner bekommen als Preis einen Auftritt im Rahmen des Springfestivals.

## Sonstiges
Das Springfestival wurde 2010 und 2011 jeweils für den European Festival Award in der Kategorie „Best Indoor Festival“ nominiert.
Die Webpräsenz des Festivals wurde im Jahr 2010 mit dem Green Panther Gold, dem Werbepreis der WKO Steiermark, in der Kategorie Internet ausgezeichnet, im folgenden Jahr mit dem Green Panther Silver.